# Khu Hackney của Luân Đôn
Khu Hackney của Luân Đôn (tiếng Anh: The London Borough of Hackney) là một khu tự quản Luân Đôn thuộc Bắc Luân Đôn, và tạo thành một phần của vùng Nội Luân Đôn. Chính quyền địa phương là Hội đồng Khu tự quản Luân Đôn Hackney.

## Đô thị kết nghĩa

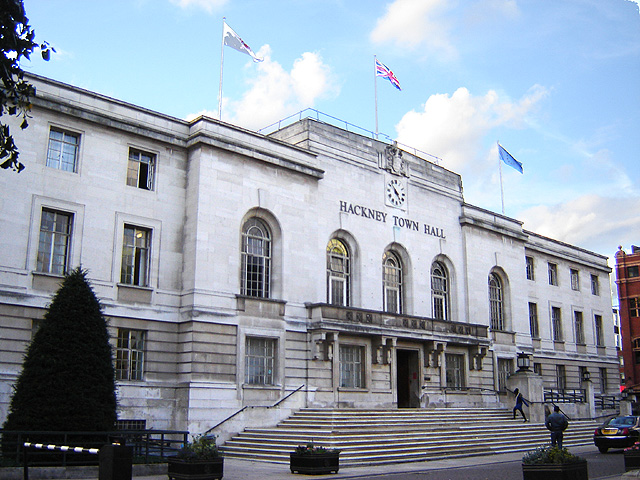
Toà nhà thị chính Hackney (2005)

| Cờ       | Quốc gia | Đô thị          | Vùng           |
| Barbados | Barbados | Bridgetown      | Vùng Caribe    |
| Pháp     | Pháp     | Suresnes        | Tây Paris      |
| Đức      | Đức      | Göttingen       | Niedersachsen  |
| Grenada  | Grenada  | St George's     | Vùng Caribe    |
| Israel   | Israel   | Haifa           | Bắc Israel     |
| Nga      | Nga      | Quận Presnensky | Ngoại ô Moskva |
| -------- | -------- | --------------- | -------------- |